# The Truth About Love (album Pink)
The Truth About Love – szósty studyjny album amerykańskiej pop rockowej piosenkarki Pink. Wydany został 14 września 2012 roku przez wytwórnię RCA Records. Pierwszym singlem został utwór „Blow Me (One Last Kiss)”, wydany 3 lipca tego samego roku, zadebiutował na dziewiątej pozycji na liście Billboard Hot 100.

## Tło
7 października 2011 wytwórnia RCA Music Group ogłosiła, że rozwiązała kontrakt z wytwórnią Jive Records oraz z Arista Records i J Records. Po tej sytuacji Pink podpisała kontrakt z wytwórnią RCA Records. 29 lutego 2012 roku piosenkarka na swoim oficjalnym koncie na Twitterze potwierdziła spekulacje mediów jakoby była w trakcie tworzenia nowym utworów na szósty album studyjny. 19 czerwca Pink poinformowała swoich fanów za pośrednictwem filmiku, że pierwszy singel z nowego albumu będzie nosił nazwę „Blow Me (One Last Kiss)” i wydany zostanie 9 lipca 2012 roku. Dodała także, że „Myślę, że utwór będzie się wam podobał, bo ja go naprawdę lubię i chciałam żeby wystarczająco podobał się wam”. Wersja demo wyciekła do internetu już 1 lipca, na tydzień przed oficjalną premierą singla. Następnego dnia utwór został zamieszczony na oficjalnym profilu Pink w serwisie YouTube. 4 lipca 2012 roku Pink poinformowała, że szósty album studyjny będzie nosił nazwę The Truth About Love. Potwierdziła także, że pojawi się na niej utwór nagrany wspólnie z piosenkarką Lily Allen.

## Lista utworów
| Nr  | Tytuł                                        | Autorzy tekstów                   | Producenci              | Czas |
| --- | -------------------------------------------- | --------------------------------- | ----------------------- | ---- |
| 1.  | "Are We All We Are"                          | Moore, Butch Walker, John Hill    | John Hill, Emile Haynie | 3:37 |
| 2.  | "Blow Me (One Last Kiss)"                    | Moore, Greg Kurstin               | Kurstin                 | 4:16 |
| 3.  | "Try"                                        | Ben West                          | Kurstin                 | 4:07 |
| 4.  | "Just Give Me a Reason" featuring Nate Ruess | Moore, Jeff Bhasker, Ruess        | Bhasker                 | 4:02 |
| 5.  | "True Love" featuring Lily Allen             | Moore, Kurstin, Cooper            | Kurstin                 | 3:50 |
| 6.  | "How Come You’re Not Here"                   | Moore, Kurstin                    | Kurstin                 | 3:12 |
| 7.  | "Slut Like You"                              | Moore, Max Martin, Shellback      | Martin, Shellback       | 3:41 |
| 8.  | "The Truth About Love"                       | Moore, Billy Mann, David Schuler  | Mann, Schuler           | 3:48 |
| 9.  | "Beam Me Up"                                 | Moore, Mann                       | Mann                    | 4:27 |
| 10. | "Walk of Shame"                              | Moore, Kurstin                    | Kurstin                 | 2:41 |
| 11. | "Here Comes the Weekend" featuring Eminem    | Moore, Marshall Mathers           | DJ Khalil               | 4:24 |
| 12. | "Where Did the Beat Go?"                     | Moore, Mann, Steve Daly, Jon Keep | Mann, Tracklacers       | 4:18 |
| 13. | "The Great Escape"                           | Moore, Dan Wilson                 | Wilson                  | 4:24 |

| Edycja deluxe |
| --- |
| 14. "My Signature Move" Moore, Walker, Jacob S. Sinclair Walker 3:44 - 15. "Is This Thing On?" Moore, Walker, Sinclair Walker 4:21 - 16. "Run" Moore, Walker, Sinclair Walker 4:11 - 17. "Good Old Days" Moore, Mann, Schuler Mann 4:02 - 18. "Chaos & Piss" Moore Eg White - 19. "Timebomb" Kurstin |

## Certyfikat
| Kraj          | Certyfikat         | Sprzedaż |
| ------------- | ------------------ | -------- |
| Polska (ZPAV) | 2x platynowa płyta | 40 000+  |